# Prepona magos
Prepona magos är en fjärilsart som beskrevs av Hans Fruhstorfer 1916. Prepona magos ingår i släktet Prepona och familjen praktfjärilar. Inga underarter finns listade i Catalogue of Life.